# Nallappan Mohanraj
Nallappan Mohanraj (Namakkal, 23 febbraio 1989) è un allenatore di calcio ed ex calciatore indiano, di ruolo difensore. Allenatore del Bengaluru United.

## Palmarès

### Club

#### Competizioni nazionali
- Indian Super League: 1

Atlético de Kolkata: 2014